# クリーニング所
クリーニング所（クリーニングしょ）とは、クリーニングの業を行うために設けられた施設、あるいはその建物。クリーニング業法により規定されている。一般的にはクリーニング店とも呼ばれている。開設には都道府県知事への届出が必要。

## クリーニング業法
クリーニング業法 （昭和25年法律第207号）により、以下の項に関して定められている。
- 第三条:クリーニング所以外の場所における営業の禁止
- 第五条:クリーニング所の位置等の届出
- 第五条の二:クリーニング所の使用
- 第五条の三:地位の承継
- 第八条の三:業務従事者に対する講習
- 第九条:業務従事者の業務停止
- 第十条:立入検査
- 第十条の二:措置命令
- 第十一条:営業停止処分等